# 20-річчя ухвалення Декларації про державний суверенітет України (монета)
«20-рі́ччя ухва́лення Деклара́ції про держа́вний сувереніте́т Украї́ни» — ювілейна монета номіналом 2 гривні, випущена Національним банком України, присвячена 20-річчю ухвалення Верховною Радою УРСР політико-правового документа, у якому проголошувався державний суверенітет України, як верховенство, самостійність, повнота і неподільність влади держави в межах її території та незалежність і рівноправність у зовнішніх відносинах.
Монету введено в обіг 15 липня 2010 року. Вона належить до серії «Відродження української державності».

## Опис монети та характеристики
| Номінал грн. | Метал      | Маса, г | Діаметр, мм | Якість виготовлення       | Гурт     | Тираж, штук |
| ------------ | ---------- | ------- | ----------- | ------------------------- | -------- | ----------- |
| 2            | нейзильбер | 12,8    | 31,0        | спеціальний анциркулейтед | рифлений | 35 000      |

### Аверс
На аверсі монети розміщено: угорі малий Державний Герб України, напис півколом «НАЦІОНАЛЬНИЙ БАНК УКРАЇНИ», унизу рік карбування монети, номінал — «2010/ДВІ ГРИВНІ», логотип Монетного двору Національного банку України; у центрі зображено Державний Прапор України (елемент оздоблення — емаль) в обрамленні стилізованого калинового вінка.

### Реверс

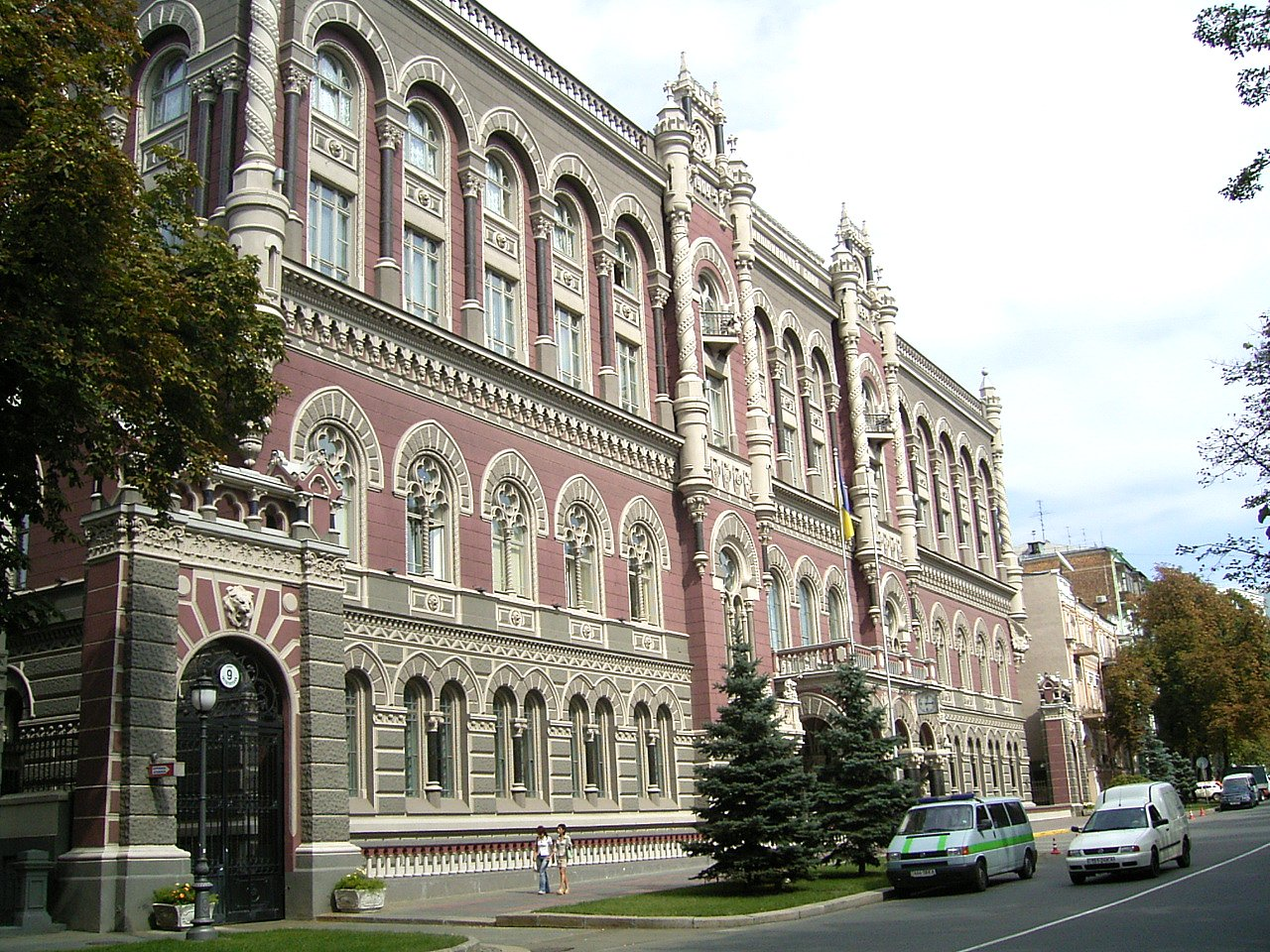
Будівля Національного банку України

На реверсі монети зображено контури карти України на рельєфному ламаному тлі, що символізує непростий шлях творення суверенної держави; розміщено написи: «16 липня/ 1990 року» (у центрі на тлі карти), «ДЕРЖАВНИЙ СУВЕРЕНІТЕТ УКРАЇНИ» (угорі півколом), «ДЕКЛАРАЦІЯ» (унизу півколом).

## Автори
- Художники: Таран Володимир, Харук Олександр, Харук Сергій.
- Скульптор — Іваненко Святослав.

## Вартість монети
Ціна монети — 22 гривні, була вказана на сайті Національного банку України у 2016 році.
Фактична приблизна вартість монети з роками змінювалася так:
| Рік        | 2011 | 2012 | 2013 | 2014 | 2015 | 2016 | 2017 | 2018 | 2019 | 2020 | 2021 | 2022 | 2023 | 2024 | 2025 |
| ---------- | ---- | ---- | ---- | ---- | ---- | ---- | ---- | ---- | ---- | ---- | ---- | ---- | ---- | ---- | ---- |
| Ціна, грн. | 40   | 40   | 40   | 40   | 46   | 55   | 75   | 80   | 85   | 90   | 100  | 110  | 290  | 680  | 640  |